# Клане в Чушка
Клането в Чушка е убийството на 41 цивилни косовски албанци, всички мъже на възраст от 19 до 69 години, извършено от сръбските сили за сигурност, югославската армия и паравоенни формирования на 14 май 1999 г. по време на войната в Косово. На 13 март 2010 г. сръбският прокурор за военни престъпления обявява, че девет мъже са арестувани за ролята им в клането, а общо 26 мъже са разследвани за убийство и кражба в Чушка.

## Исторически контекст
Чушка е село близо до град Печ. Селото има 200 къщи и около 2000 жители, предимно албанци. В ранната сутрин на 14 май 1999 г. сръбските сили за сигурност нахлуват в малкото село. Жените и децата са отделени от мъжете, частната собственост е систематично разграбена, а документите за самоличност са унищожени. След това военните разделят мъжете на три групи от около десет души и ги отвеждат в три отделни къщи, където са застреляни с автоматични оръжия. След това къщите са опожарени. Във всяка от трите къщи оцелява по един мъж.
Мотивите за клането в Чушка остават неясни. Агим Чеку, командир на Армията за освобождение на Косово (АОК), е родом от селото и баща му, който е продължавал да живее там, е убит по време на клането. Въпреки това мнозина от сръбските сили заявяват, че смъртта му не е основната цел на атаката.

## Съдебни дела
На 13 март 2010 г. сръбската прокуратура за военни престъпления арестува девет членове на паравоенната групировка „Чакалите“. Сръбската прокуратура за военни престъпления е започнала разследване срещу общо 26 лица за убийство и кражба в Чушка.
На 20 януари 2012 г. окръжният съд в Стокхолм, Швеция осъжда Милич Мартинович, 34-годишен бивш сръбски полицай, на доживотен затвор за участието му в клането. Според съобщението на Стокхолмския окръжен съд Мартинович, който е арестуван в Швеция през април 2010 г., е признат за виновен за тежки престъпления срещу човечеството, включително убийство, опит за убийство и палеж, във връзка с клането.